# La Réplique
 (avril 2024).
 (mars 2008).
Si vous disposez d'ouvrages ou d'articles de référence ou si vous connaissez des sites web de qualité traitant du thème abordé ici, merci de compléter l'article en donnant les références utiles à sa vérifiabilité et en les liant à la section « Notes et références ».
Pour les articles homonymes, voir Réplique.
La Réplique est un important collectif de comédiens professionnels de la région Provence-Alpes-Côte d'Azur basé à Marseille. Il se définit aujourd'hui comme un Centre de ressources des métiers de l'acteur. Son action porte tant sur les secteurs de l'art vivant que sur celui du cinéma et de l'audiovisuel.

## Objet et actions
Depuis 1981, La Réplique s’attache à fédérer un réseau de professionnels, comédiens, metteurs en scène, auteurs et autres professionnels de l’art vivant ou du cinéma, qui questionnent constamment le sens de leur métier, de leur art, ses modalités et ses enjeux.
Collectif de comédiens professionnels, fédérateur, solidaire et citoyen, son activité s’organise autour de trois grands pôles :
- Un Pôle Recherche composé de temps d’exploration artistique, en-dehors de tout objectif de résultat, privilégiant la tentative, l’errance, le partage et la curiosité, comme nourriture créative.

- Un Pôle Formation qui permet aux professionnels du secteur de transmettre la spécificité de leur propre pratique à d’autres artistes.

- Un Pôle Réseaux Professionnels qui offre aux adhérents une visibilité lors d’évènements, de rencontres mais également en ligne avec l’annuaire de comédiens disponible sur le site internet.

Chaque année, La Réplique propose à Marseille et Avignon près de 60 temps forts de rencontres professionnelles, de formation, de transmission de savoirs et de pratiques, de débats, de séminaires, etc. à l'attention des comédiens et autres professionnels affiliés. 
La Réplique anime un réseau de plus de 4000 professionnels, sur la France entière et à l'étranger. Du fait de sa forte implantation historique à Marseille et en Région Sud, l'association exerce une veille permanente sur l'employabilité, l'insertion ou la réinsertion professionnelle, le décloisonnement des professionnels et tente de faire entendre auprès des institutions la voix des professionnels constituant la « matière première » des secteurs de l'art vivant et de l'audiovisuel : les acteurs. 

## Conseil d'administration
Le conseil d'administration 2019 de La Réplique est composé de :
Bureau :
- Xavier-Adrien Laurent (Président)
- Fabien-Aïssa Busetta (Vice-Président)
- Valérie Trébor (Trésorière)
- Céline Giusano (Secrétaire Générale)

Administrateurs :
- Flavio Franciulli
- Jean Guillon
- Hervé Lavigne
- Renaud-Marie Leblanc
- Catherine Lecoq
- Lucile Oza
- Eric Schlaeflin
- Dorothée Sebbagh
- Danielle Stéfan
- Jean-Pierre Vincent
- Kathrin-Julie Zenker

## Soutiens principaux et interlocuteurs institutionnels
La Réplique est soutenue par la Provence-Alpes-Côte d'Azur, le conseil départemental des Bouches-du-Rhône et la ville de Marseille.
La Réplique échange régulièrement avec d'autres réseaux professionnels. Elle est également en contact régulier avec le Pôle Emploi Culture-Spectacle afin de délivrer des avis techniques ou des éclairages sur la réalité du métier de comédien ainsi que des professions affiliées.
Entre 2006 et 2019, l'AFDAS et l'ADAMI ont cofinancé de nombreux stages de formations proposés par la Réplique.

## Collaborations
Quelques metteurs en scène et réalisateurs ayant déjà collaboré avec le collectif (liste non exhaustive) :
- Alain Françon
- François Rollin
- Laurent Gutmann
- Emmanuel Mouret
- Cyril Teste
- Eric Guirado
- Emmanuel Meirieu
- Gwenaël Morin
- Angelo Cianci
- Bernard Boespflug
- Christian Philibert
- Paul Vecchiali
- Thierry Aguila
- Lucia Sanchez
- Stéphane Vuilliet
- Robin Renucci
- Abdelkrim Bahloul
- Judith Cahen
- Béatrice Houplain
- Harry Cleven
- Eva Doumbia
- Redjep Mitrovitsa
- Gildas Milin
- Adel Hakim

Parmi les nombreux professionnels invités lors des apéros-réunions mensuels de la Réplique à Marseille :
- Jean-Pierre Vincent
- Stéphanie Duvivier
- Philippe Carrese